# Orašac (Prozor-Rama)
Pour les articles homonymes, voir Orašac.
Orašac (en cyrillique : Орашац) est un village de Bosnie-Herzégovine. Il est situé dans la municipalité de Prozor-Rama, dans le canton d'Herzégovine-Neretva et dans la fédération de Bosnie-et-Herzégovine. Selon les premiers résultats du recensement bosnien de 2013, il compte 477 habitants.

## Géographie
Le village est situé au sud du lac de Rama.

## Démographie

### Évolution historique de la population dans la localité
| 1948 | 1953 | 1961 | 1971 | 1981 | 1991 | 2013 |
| ---- | ---- | ---- | ---- | ---- | ---- | ---- |
| -    | -    | 608  | 707  | 699  | 687  | 477  |

|  |

### Communauté locale
En 1991, la communauté locale d'Orašac comptait 1 107 habitants, répartis de la manière suivante :